# Айтрах
Айтрах (нім. Aitrach) — громада в Німеччині, знаходиться в землі Баден-Вюртемберг. Підпорядковується адміністративному округу Тюбінген. Входить до складу району Равенсбург.
Площа — 30,20 км2. Населення становить 2737 ос. (станом на 31 грудня 2020).